# Niklas Strömstedt
Bo Anders Niklas Strömstedt (Lund, 25 luglio 1958) è un cantautore e chitarrista svedese.

## Discografia

### Album in studio
- 1981 – Skjut inte... det är bara jag!
- 1983 – Andra äventyr
- 1989 – En gång i livet
- 1990 – Om!
- 1992 – Halvvägs till framtiden
- 1997 – Långt liv i lycka
- 2001 – Du blir du jag blir jag
- 2008 – Två vägar

### Raccolte
- 1990 – Tårar i regn
- 1998 – Oslagbara 1989–99
- 2005 – Klassiker
- 2009 – 30 år i kärlekens tjänst